# Hessentag 1987
Der Hessentag 1987 fand vom 6. bis 14. Juni 1987 in der nordhessischen Kleinstadt Melsungen statt. 
Eröffnet wurde der Hessentag von Ministerpräsident Walter Wallmann (CDU) und dem damaligen Bürgermeister Erhart Appell. Es war der erste Hessentag, der von einem CDU-Ministerpräsidenten eröffnet wurde. Das Hessentagspaar waren Beate Apel und Volker Salzmann.
Bevor Melsungen den Zuschlag für den Hessentag erhielt, bewarb sich die Stadt mehrmals erfolglos um die Ausrichtung. Vor dem Hessentag wurde die historische Fachwerkaltstadt von Grund auf saniert, ebenso wurden Straßen und Plätze neu gestaltet und neue Wohn- und Gewerbegebiete geschaffen.
Zum Programm gehörten u. a. ein Drachenfestival, ein Ballonwettbewerb und eine Fragestunde, in der Bürger Politikern Fragen stellen konnten. Mittelpunkte des Hessentages waren der Festplatz am Sand und die Innenstadt, die seither als Fußgängerzone genutzt wird. Den Festzug mit 312 Zugnummern sahen rund 150.000 Zuschauer. Insgesamt wurden rund 400.000 Besucher an den 9 Tagen gezählt. 